# Radio Ferrara
Radio Ferrara fu un'installazione temporanea per la radiodiffusione circolare realizzata a Ferrara nel 1946. 

## Storia
La stazione radio fu realizzata dal radioamatore Franco Moretti nell'aprile 1946. Trasmetteva in onde medie sui 230 metri AM, con la potenza di 100 W. La costruzione venne realizzata con materiale proveniente da apparati militari abbandonati dalle truppe della tedesca Wehrmacht in fuga, sull'argine del Po a Guarda Ferrarese. La responsabilità legale, in deroga al monopolio dello Stato, venne assunta dal prefetto di Ferrara dottor Hirsh.
La radio venne installata per seguire il processo a carico di un gerarca fascista, dando modo alla cittadinanza, che non sarebbe entrata nell'aula del tribunale, di seguire tutte le fasi del dibattimento, fino alla sentenza.
La radio fu smantellata alla fine del processo.